# Huade
Der Kreis Huade (chinesisch 化德县, Pinyin Huàdé Xiàn; mongolisch ᠬᠤᠸᠠᠳᠧ

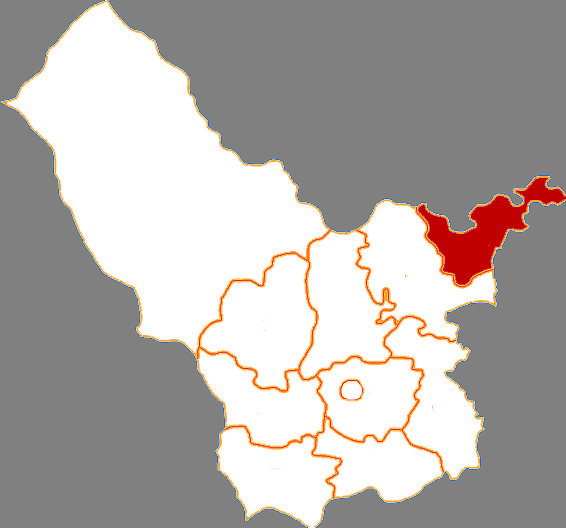
Lage Huades in Ulanqab

 ᠰᠢᠶᠠᠨ Quvadė siyan) ist ein Kreis der bezirksfreien Stadt Ulanqab im Zentrum des Autonomen Gebiets Innere Mongolei im Norden der Volksrepublik China. Er hat eine Fläche von 2.527 km² und zählt 160.000 Einwohner. Sein Hauptort ist die Großgemeinde Changshun (长顺镇).